# Пижицький повіт
Пижицький повіт (пол. powiat pyrzycki) — один з 18 земських повітів Західнопоморського воєводства Польщі.
Утворений 1 січня 1999 року в результаті адміністративної реформи.

## Загальні дані
Повіт знаходиться у південно-західній частині воєводства.
Адміністративний центр — місто Пижице.
Станом на 1.01.2008 населення становить 39 927 осіб, площа 726 км².
На терени повіту були депортовані 1914 українців з українських етнічних територій у 1947 році (т. з. акція «Вісла»).

## Демографія
Демографічні дані повіту станом на 30.06.2005:
|       | Всього | Всього | Жінки  | Жінки | Чоловіки | Чоловіки |
| ----- | ------ | ------ | ------ | ----- | -------- | -------- |
|       | осіб   | %      | осіб   | %     | осіб     | %        |
| Повіт | 40 059 | 100    | 20 167 | 50,3  | 19 892   | 49,7     |
| Міста | 16 882 | 100    | 8706   | 51,6  | 8176     | 48,4     |
| Села  | 23 177 | 100    | 11 461 | 49,4  | 11 716   | 50,6     |